# 10-km-Gehen
10-km-Gehen ist eine Leichtathletikdisziplin, die auf der Straße ausgetragen wird. Im Unterschied zu Läufern müssen Geher immer Bodenberührung haben, zumindest ohne für das menschliche Auge sichtbare Unterbrechung. Außerdem muss der Geher das vordere Bein vom Aufsetzen auf den Boden bis zum Erreichen der senkrechten Stellung gestreckt halten. Diese Vorschriften werden von Kampfrichtern während des Wettkampfes überwacht.

## Geschichte

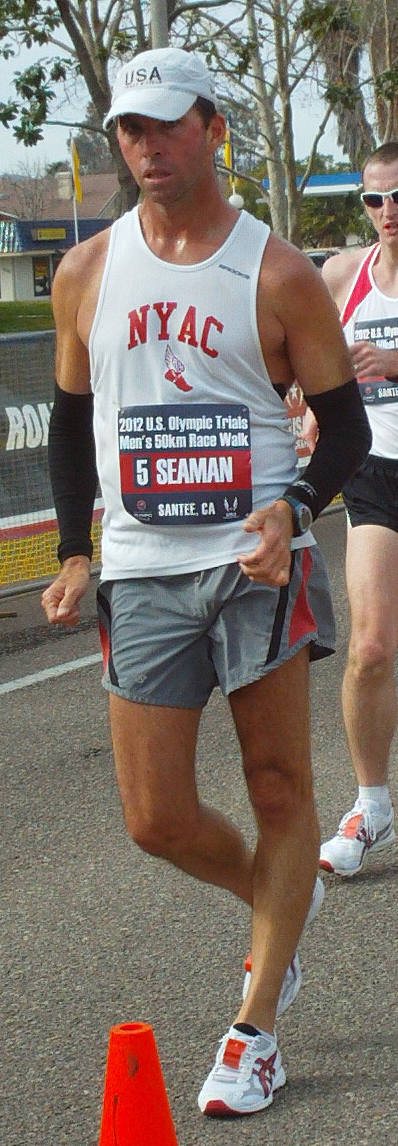
Timothy Seaman, Halter des amerikanischen Rekordes

Die Disziplin war ab den Olympischen Sommerspielen 1912 in Stockholm bei den Männern als 10.000-Meter-Bahngehen olympische Disziplin. Ab den Olympischen Sommerspielen 1992 in Barcelona war es auch eine Disziplin für Frauen. Seit 1999 gehen die weiblichen Athletinnen 20 km, obwohl bei manchen Wettkämpfen trotzdem noch 10 km gegangen wird.

## Weltrekorde
Am 28. Mai 2000 stellte der russische Athlet Roman Rasskazov mit einer Zeit von 37:11 Minuten einen neuen Weltrekord in Saransk auf. Der Weltrekord bei den Frauen wurde von der Russin Yelena Nikolayeva mit einer Zeit von 41:04 Minuten aufgestellt.

## Top 25 der Gehenden

### Männer
- Stand vom 2. September 2018[4]

| Platz | Zeit    | Athlet                     | Nationalität        | Datum              | Ort         | Quelle |
| ----- | ------- | -------------------------- | ------------------- | ------------------ | ----------- | ------ |
| 1     | 37:11   | Roman Rasskazov            | Russland            | 28. Mai 2000       | Saransk     | [ 4 ]  |
| 2     | 37:33   | Erik Tysse                 | Norwegen            | 27. August 2006    | Hildesheim  |        |
| 3     | 37:44   | Wang Zhen                  | Volksrepublik China | 18. September 2010 | Peking      | [ 6 ]  |
| 4     | 37:50   | Andreas Erm                | Deutschland         | 27. Mai 2000       | Berlin      |        |
| 5     | 37:52   | Francisco Javier Fernández | Spanien             | 8. Juni 2002       | Krakau      |        |
| 6     | 37:57   | Robert Korzeniowski        | Polen               | 8. Juni 2002       | Krakau      |        |
| 6     | 37:57   | Zhu Yafei                  | Volksrepublik China | 18. September 2010 | Peking      |        |
| 8     | 38:00   | Giorgio Rubino             | Italien             | 18. September 2010 | Peking      |        |
| 8     | 38:00   | Wang Hao                   | Volksrepublik China | 18. September 2010 | Peking      |        |
| 10    | 38:01   | Pyotr Trofimov             | Russland            | 13. September 2014 | Bui         |        |
| 11    | 38:03   | Eiki Takahashi             | Japan               | 16. April 2016     | Wajima      | [ 7 ]  |
| 12    | 38:04,7 | Artur Meleshkevich         | Bulgarien           | 9. Juni 2001       | Krakau      |        |
| 13    | 38:09,7 | Nathan Deakes              | Australien          | 9. Juni 2001       | Krakau      |        |
| 14    | 38:10   | Luis Fernando López        | Kolumbien           | 18. September 2010 | Peking      |        |
| 15    | 38:11   | Valeriy Borchin            | Russland            | 30. Mai 2009       | Krakau      |        |
| 16    | 38:13   | Kim Hyun-sub               | Südkorea            | 18. September 2010 | Peking      |        |
| 17    | 38:17   | Andrey Rudnitskiy          | Russland            | 19. September 2009 | Saransk     |        |
| 18    | 38:19   | Ivano Brugnetti            | Italien             | 9. September 2007  | Fiumicino   |        |
| 19    | 38:21   | Ilya Markov                | Russland            | 27. August 2006    | Hildesheim  |        |
| 20    | 38:23   | Chen Ding                  | Volksrepublik China | 18. September 2010 | Peking      |        |
| 21    | 38:24   | Jefferson Pérez            | Ecuador             | 8. Juni 2002       | Krakau      | [ 8 ]  |
| 22    | 38:26,4 | Daniel García              | Mexiko              | 17. Mai 1997       | Sønder Omme |        |
| 23    | 38:28   | Stanislav Yemelyanov       | Russland            | 19. September 2009 | Saransk     |        |
| 24    | 38:29   | Jared Tallent              | Australien          | 18. September 2010 | Peking      |        |
| 25    | 38:31   | Eder Sánchez               | Mexiko              | 19. September 2009 | Saransk     |        |

Hinweis:
Hier befindet sich eine Liste mit Zeiten, die unter 38:30 Minuten liegen:
- Francisco Javier Fernández ging auch 38:01,4 (2001), 38:12 (2006), 38:25 (2007), 38:28 (2008).
- Robert Korzeniowski ging auch 38:03,2 (2001).
- Ilya Markov ging auch 38:25 (2007), 38:30 (2006).

### Frauen
- Stand vom 19. September 2018[9]

| Platz | Zeit    | Athlet               | Nationalität        | Datum              | Ort              | Quelle |
| ----- | ------- | -------------------- | ------------------- | ------------------ | ---------------- | ------ |
| 1     | 41:04   | Yelena Nikolayeva    | Russland            | 20. April 1996     | Sotschi          | [ 5 ]  |
| 2     | 41:16   | Wang Yan             | Volksrepublik China | 8. Mai 1999        | Eisenhüttenstadt |        |
| 2     | 41:16   | Kjersti Plätzer      | Norwegen            | 11. Mai 2002       | Os               |        |
| 4     | 41:17   | Irina Stankina       | Russland            | 9. Februar 1997    | Adler            |        |
| 5     | 41:24   | Olimpiada Ivanova    | Russland            | 9. Februar 1997    | Adler            |        |
| 6     | 41:29   | Larisa Khmelnitskaya | Belarus             | 4. Juni 1995       | Ischewsk         |        |
| 7     | 41:29,7 | Kerry Saxby-Junna    | Australien          | 27. August 1988    | Canberra         |        |
| 8     | 41:30   | Ileana Salvador      | Italien             | 10. Juli 1993      | Livorno          |        |
| 9     | 41:31   | Yelena Gruzinova     | Russland            | 20. April 1996     | Sotschi          |        |
| 10    | 41:38   | Rossella Giordano    | Italien             | 25. Mai 1997       | Naumburg         |        |
| 11    | 41:42   | Olga Kaniskina       | Russland            | 30. Mai 2009       | Krakau           |        |
| 12    | 41:45   | Liu Hongyu           | Volksrepublik China | 8. Mai 1999        | Eisenhüttenstadt |        |
| 13    | 41:46   | Annarita Sidoti      | Italien             | 12. Juni 1994      | Livorno          |        |
| 14    | 41:48   | Li Chunxiu           | Volksrepublik China | 8. September 1993  | Peking           |        |
| 15    | 41:50   | Jelena Arschinzewa   | Russland            | 11. Februar 1995   | Adler            |        |
| 16    | 41:51   | Beate Gummelt        | Deutschland         | 11. Mai 1996       | Eisenhüttenstadt |        |
| 17    | 41:52   | Tatyana Mineyeva     | Russland            | 5. September 2009  | Pensa            |        |
| 17    | 41:52   | Tatyana Korotkova    | Russland            | 19. September 2010 | Bui              |        |
| 19    | 41:53   | Tatyana Sibileva     | Russland            | 18. September 2010 | Peking           |        |
| 20    | 41:56   | Elisabetta Perrone   | Italien             | 10. Juli 1993      | Livorno          |        |
| 20    | 41:56   | Yelena Sayko         | Russland            | 11. Februar 1996   | Adler            |        |
| 22    | 41:57   | Gao Hongmiao         | Volksrepublik China | 8. September 1993  | Peking           |        |
| 23    | 41:59   | Marina Pandakova     | Russland            | 9. Mai 2016        | Podolsk          |        |
| 24    | 42:01   | Tamara Kovalenko     | Russland            | 11. Februar 1995   | Adler            |        |
| 24    | 42:01   | Olga Panfyorova      | Russland            | 16. Mai 1998       | Ischewsk         |        |

Hinweis:
Hier befindet sich eine Liste mit Zeiten, die unter 42:01 Minuten liegen:
- Olimpiada Ivanova ging auch 41:30 (1995), 41:46 (1996) and 41:59 (1997).
- Yelena Nikolayeva ging auch 41:41 (1997) and 41:49 (1996).
- Kjersti Plätzer ging auch 41:41 (2009), 41:54 (1999) and 41:56 (2002).
- Kerry Saxby-Junna ging auch 41:47 (1996).
- Larisa Khmelnitskaya ging auch 41:49 (1996) and 41:56 (1997).
- Irina Stankina ging auch 41:52 (1997), 41:55 (1995) and 42:01 (1996).
- Yelena Gruzinova ging auch 41:58 (1995).

## Medaillengewinner
| Spiele         | Gold               | Silber             | Bronze             |
| -------------- | ------------------ | ------------------ | ------------------ |
| Stockholm 1912 | Georg Goulding     | Ernest Webb        | Fernando Altimani  |
| Antwerpen 1920 | Ugo Frigerio       | Joseph Pearman     | Charles Gunn       |
| Paris 1924     | Ugo Frigerio       | Gordon Goodwin     | Cecil McMaster     |
| 1928–1936      | nicht durchgeführt | nicht durchgeführt | nicht durchgeführt |
| London 1948    | John Mikaelsson    | Ingemar Johansson  | Fritz Schwab       |
| Helsinki 1952  | John Mikaelsson    | Fritz Schwab       | Bruno Junk         |

| Spiele         | Gold              | Silber             | Bronze     |
| -------------- | ----------------- | ------------------ | ---------- |
| Barcelona 1992 | Chen Yueling      | Yelena Nikolayeva  | Li Chunxiu |
| Atlanta 1996   | Yelena Nikolayeva | Elisabetta Perrone | Wang Yan   |

| Spiele         | Gold            | Silber             | Bronze                |
| -------------- | --------------- | ------------------ | --------------------- |
| Rom 1987       | Irina Strakhova | Kerry Saxby-Junna  | Yan Hong              |
| Tokio 1991     | Alina Ivanova   | Madelein Svensson  | Sari Essayah          |
| Stuttgart 1993 | Sari Essayah    | Ileana Salvador    | Encarna Granados      |
| Göteborg 1995  | Irina Stankina  | Annarita Sidoti    | Yelena Nikolayeva     |
| Athen 1997     | Annarita Sidoti | Olga Kardopoltseva | Valentina Tsybulskaya |

## Saisonbestleistungen
| Jahr | Zeit  | Athlet         | Nationalität | Ort    |
| ---- | ----- | -------------- | ------------ | ------ |
| 2016 | 38:03 | Eiki Takahashi | Japan        | Wajima |

| Jahr | Zeit  | Athlet           | Nationalität | Ort     |
| ---- | ----- | ---------------- | ------------ | ------- |
| 2016 | 41:59 | Marina Pandakova | Russland     | Podolsk |